# Unto Salo
Unto Olavi Salo, född 10 september 1928 i Tyrvis, död 25 oktober 2019 i Åbo, var en finländsk arkeolog.
Salo blev filosofie kandidat 1955 och disputerade 1968 över kulturförhållandena i Finland under äldre romersk järnålder. Han tjänstgjorde 1958–1972 som chef för Satakunda museum i Björneborg och utnämndes 1972 till professor i finsk och jämförande arkeologi vid Åbo universitet, varifrån han pensionerades 1991. Han verkade som dekanus och förste prorektor vid universitetet och satt i Professorsförbundets styrelse 1979–1980 och som vice ordförande 1980–1981. Han var 1959–1972 även aktiv inom styrelsen för Finlands museiförbund och var 1972–1980 dess ordförande. År 1987 utnämndes han till ledamot av Finska Vetenskapsakademien.
Salo har lett omfattande arkeologiska undersökningar av bronsåldersgravar i Satakunta och publicerat resultaten i ett flertal verk. I sin produktion har han även behandlat bland annat stadsväsendets uppkomst och etymologiska frågor. 